# Pôle territorial de l'Albigeois et des Bastides
Pour les articles homonymes, voir Albigeois.
Le Pôle territorial de l'Albigeois et des Bastides est un Pôle d'équilibre territorial et rural et anciennement un pays, au sens aménagement du territoire situé dans le département du Tarn et la région Midi-Pyrénées.

## Histoire
Le pays d'Albigeois et des Bastides est transformé en pôle d'équilibre territorial et rural dans les années 2010. La Communauté d'agglomération de l'Albigeois n'a pas rejoint le nouveau PETR.

## Localisation
Le Pays Albigeois Bastides est situé au nord-est du département du Tarn.

## Description
- Date de reconnaissance :
- Surface : km²
- Population : 129 000 habitants
- Villes principales : Albi

## Communes membres
Il regroupe 5 Communautés de communes pour un total de 100 communes.
- Communauté de communes Centre Tarn
- Communauté de communes des Monts-d'Alban et du Villefranchois
- Communauté de communes du Cordais et du Causse
- Communauté de communes Val 81
- Communauté de communes Carmausin-Ségala